# MLS Cup 1996
De MLS Cup 1996 was de eerste voetbalkampioenswedstrijd uit de geschiedenis van de Major League Soccer. De wedstrijd werd gespeeld in hevige regen op zondag 20 oktober 1996 in het Foxboro Stadium in Foxborough, Massachusetts. Het duel stond onder leiding van scheidsrechter Esfandiar Baharmast. Het DC United van trainer-coach Bruce Arena versloeg Los Angeles Galaxy met 3-2 na verlenging.
1996 · 1997 · 1998 · 1999 · 2000 · 2001 · 2002 · 2003 · 2004 · 2005 · 2006 · 2007 · 2008 · 2009 · 2010 · 2011 · 2012 · 2013 · 2014 · 2015 · 2016 · 2017 · 2018 · 2019